# Artabotrys rufus
Artabotrys rufus De Wild. – gatunek rośliny z rodziny flaszowcowatych (Annonaceae Juss.). Występuje naturalnie w Republice Środkowoafrykańskiej, Kamerunie, Gabonie oraz Kongo. 

## Morfologia
PokrójZimozielone zdrewniałe liany lub krzew. Dorasta do 20 m wysokości. Ma pnące pędy, młodsze są owłosione.
LiścieMają kształt od eliptycznie podłużnego do odwrotnie owalnego. Mierzą 8–9,5 cm długości oraz 3,5–11 cm szerokości. Są lekko owłosione od spodu. Nasada liścia jest prawie sercowata. Wierzchołek jest spiczasty. Ogonek liściowy jest lekko owłosiony i dorasta do 30–60 mm długości.
KwiatySą pojedyncze lub zebrane w kwiatostany. Rozwijają się w kątach pędów. Działki kielicha mają trójkątny kształt i dorastają do 5 mm długości, są owłosione. Płatki mają lancetowaty kształt i osiągają do 13–20 mm długości.
OwoceTworzą owoc zbiorowy. Mają kształt od elipsoidalnego do wrzecionowatego. Osiągają 12–15 mm długości. Mają czerwoną barwę.

## Biologia i ekologia
Rośnie w wilgotnych lasach oraz na brzegach rzek.